# Kremenets (berg)
De bergpiek Kremenets (Oekraïens: Кременець; Slowaaks: Kremenec; Pools: Krzemieniec; Hongaars: Kremenáros) ligt op het drielandenpunt van Oekraïne, Slowakije en Polen en heeft een hoogte van 1.221 meter.

## Historie
De Kremenets heeft gedurende de 20e eeuw in verschillende landen gelegen. Tot 1920 vormde de Kremenets het hoogste punt binnen het historische Hongaarse comitaat Zemplén. Nadien vormde de Kremenets lange tijd het drielandenpunt tussen Polen, Tsjecho-Slowakije en de Sovjet-Unie. Na het uiteenvallen van de Sovjet-Unie en de splitsing van Tsjecho-Slowakije vormt de Kremenets het drielandenpunt tussen de huidige staten Oekraïne, Slowakije en Polen.

## Wandelroutes
In Slowakije vormt de Kremenets het hoogste punt van de bergrug Bukovské Vrchy, gelegen in het Nationaal Park Poloniny. De Kremenets is het gemakkelijkst te beklimmen vanaf de plaats Nová Sedlica. De kortste route duurt circa 4 uur en wordt genomen door de rode route te volgen. Het hoogteverschil tussen het begin en het eind van de route is ongeveer 800 meter.
De hellingen aan de Poolse zijde maken deel uit van het Nationaal Park Bieszczady. Vanuit Polen is de Kremenets het gemakkelijkst te beklimmen vanaf een parkeerplaats langs de provinciale weg 897, circa 1,5 kilometer noordwesten van de plaats Ustrzyki Górne. De kortste route duurt 4 à 5 uur en kan genomen worden door de blauwe route te volgen. Het hoogteverschil tussen de start en het eind van de route is ongeveer 800 meter.
De Oekraïense hellingen liggen in het Nationaal Park Oezjansky. Deze kan het gemakkelijkst beklommen worden vanuit de plaats Stoezjytsja. De route duurt 4 uur en kan genomen worden door de rode route te volgen. Het hoogteverschil tussen het begin en het eind van de route is eveneens circa 800 meter. Omdat Oekraïne geen lidstaat is van de Europese Unie zijn de regels voor het oversteken van de grenzen zeer strikt. Toestemming van de grenswacht is nodig en contact opnemen met de beheerders van het nationaal park wordt geadviseerd.

## Galerij

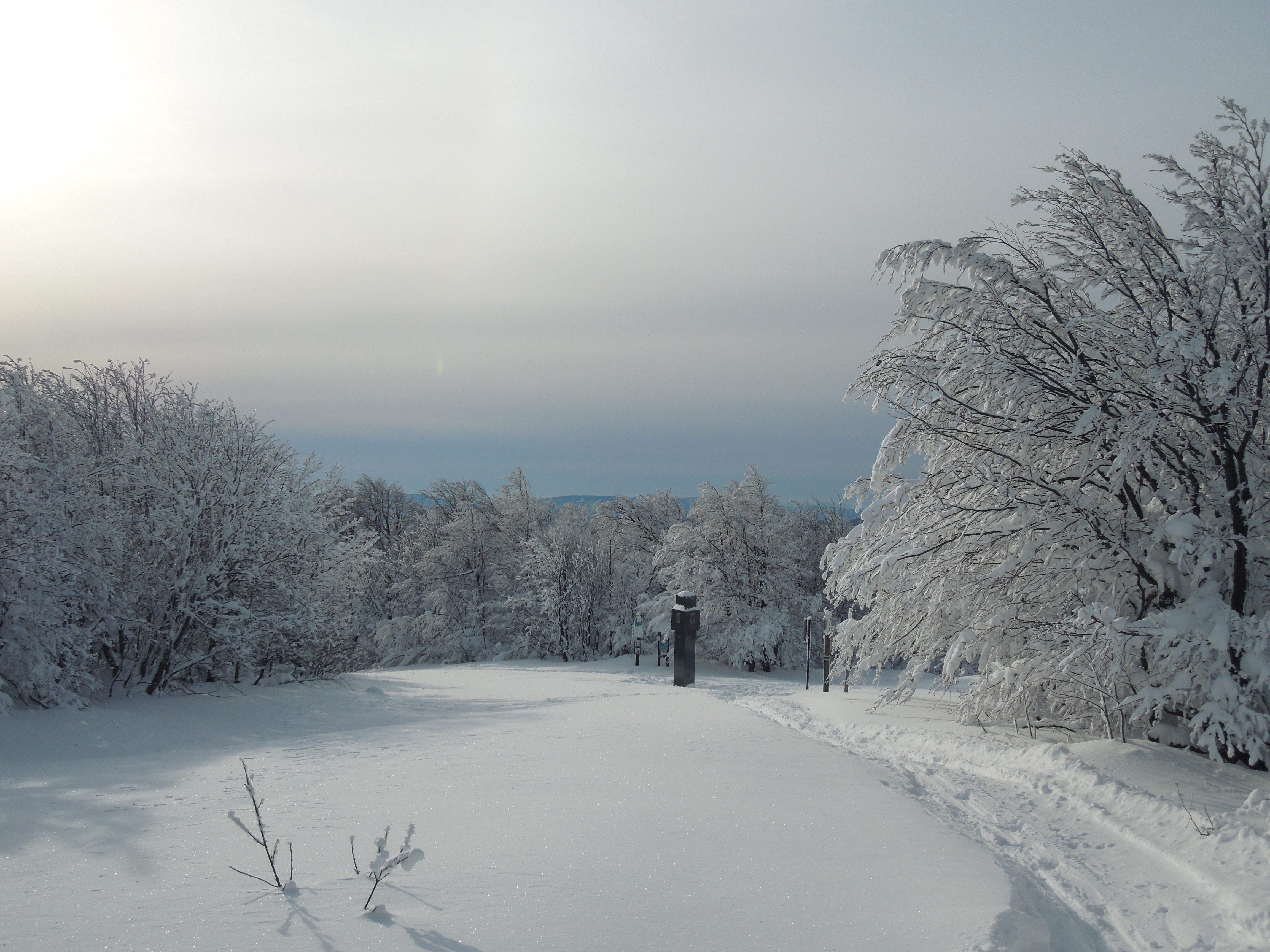
Kremenets in januari 2015.